# Micah Sanders
Micah Sanders is een personage in de televisieserie Heroes. Hij wordt gespeeld door Noah Gray-Cabey.
Micah Sanders is de zoon van D.L. Hawkins en Niki Sanders. Hij heeft, net zoals zijn ouders, een gave. Hij kan machines en elektronica manipuleren.